# Brandinspektor
Brandinspektor oder auch Brandinspekteur (Abkürzung BI) steht für einen Dienstgrad bei Feuerwehren in:

## Deutschland
- Berufsfeuerwehr in Deutschland als Beamtenlaufbahn
- Freiwillige Feuerwehr in den Bundesländern
  - Berlin
  - Brandenburg bis 1997
  - Bremen
  - Hamburg
  - Nordrhein-Westfalen
  - Saarland
  - Sachsen
  - Sachsen-Anhalt

## Italien
- Südtirol bei der Berufsfeuerwehr Bozen

## Polen
- Polen  als Jüngerer Fähnrich (Młodszy aspirant) bei der Berufsfeuerwehr

## Österreich
- Burgenland als Kommandantstellvertreter einer Feuerwehr bzw. Zugskommandant
- Kärnten als Kommandantstellvertreter einer Betriebsfeuerwehr, Ortsfeuerwehr oder Stützpunktfeuerwehr
- Niederösterreich als Kommandantstellvertreter, Feuerwachekommandant
- Oberösterreich als Zugskommandant, Lotsenkommandant
- Salzburg als Zugskommandant, Löschzugskommandant
- Steiermark als Zugskommandant
- Tirol als Feuerwehrkommandant Stellvertreter bzw. Sachgebietsleiter des Landesfeuerwehrverbandes